# 롯데 자이언츠의 집단 항명 사건
이 문서는 한국의 프로야구 구단 롯데 자이언츠에서 2014년 10월부터 시작된 구단과 프론트에 대한 선수단의 집단 항명 사태를 다룬다. 2014년 5월 27일, 수석코치인 권두조가 원정 경기 당시 숙소의 CCTV를 통해 선수들의 출입을 감시한 것을 두고 선수단이 항명하여 그를 사퇴시킨 것에서부터 시작한다. 이후 프론트는 동년 7월 김시진 감독에게 정민태, 박흥식 외 2명의 코치를 2군으로 내리라고 압박하는 한편 독단적으로 그를 경질하려고도 했다. 이후 성적 부진을 이유로 김시진 감독이 사퇴하자, 배재후와 이문한을 위시로 한 프런트가 공필성을 감독에 임명하기로 한다. 이에 선수단은 그가 프런트 라인이라며 공필성 반대 성명서를 내고 항명하였다.

## 배경
롯데 자이언츠는 이전부터 프런트와 일부 코치가 뭉쳐 감독을 무시하고 전권을 휘두른다는 말이 있어 왔다. 이 '프런트 라인'으로 꼽히는 사람은 단장 배재후, 운영부장 이문한, 수석코치 권두조, 수비코치 공필성 등이다.
김시진 감독이 부임했을 때도, 그는 2014년 시즌 훈련 스케줄에 전혀 관여할 수 없었다. 이문한이 운영하는 프런트가 스프링캠프부터 훈련에 간섭하였기 때문이다. 김시진과 함께 온 정민태, 박흥식 코치는 프런트 라인 코치들과 어울릴 수 없었고, 양 코치진 사이의 갈등이 발생하기 시작했다. 심지어 수비코치 공필성이 투수코치인 정민태의 지도 영역을 침범하는 듯한 행위를 하면서 골이 더욱 깊어졌다. 수비 코치인 공필성은 이전에도 선수들로부터 '정치 코치'라 불렸다. 2014년 5월, 배재후가 김시진을 퇴진시키고 공필성을 감독 대행으로 올릴 계획이 알려지자 배재후와 공필성이 '구단 실세'로 부각되었다. 이 즈음 선수들의 공필성 반대 움직임도 구체화되었다.
5월 27일, 권두조가 원정 경기 당시 선수들을 호텔 내의 CCTV를 통해 감시하고 있었다는 것이 드러나자 선수들은 이에 집단 항명하였다. 권두조는 직후 바로 사임하였으나 구단은 '자존심을 지켜주기 위해서'라는 이유로 시즌 중반까지 그를 엔트리에서 빼 주지 않았다.
2014년 시즌 이후, 김시진 감독의 사퇴와 함께 구단은 성적 부진의 책임을 물어 정민태와 박흥식 코치를 내보냈다. 10월 21일에는 트레이닝 코치인 장재영에게 아무 이유없이 상동행을 권했고, 이에 반발한 그가 사임하자 그 자리에 낙하산 인사를 배치하였다. 이 사건으로 선수들의 불만은 극에 달하게 되었다.

## 집단 항명
2014년 10월 27일, 스포츠동아는 롯데 자이언츠 선수단이 최하진 사장을 만나 '공필성 코치, 권두조 코치 등 소위 프런트 라인 코치들과 야구를 같이 하기 어렵다'며 공필성 감독 임명을 결사 반대하였다고 보도했다. 또한 공필성 선임을 지지하는 단장 배재후와 운영부장 이문한에게도 책임을 질 것을 요구했다고 지면에 실었다.
이에 대해 배재후는 10월 27일, 일간스포츠에 구단과 선수들이 만나 '선수단 복지 향상과 공정한 고과 계산' 등의 의견을 듣고 받아들였다며 '선수들은 구단의 뜻을 이해하고, 구단 운영에 관한 부분을 믿고 따르기로 했다'고 인터뷰하였다. 롯데 주장 박준서는 '공필성 감독 결사 반대'라는 표현에 대해 그런 말을 한 적이 없다는 문자메시지를 언론사에 보냈다.
하지만 10월 27일 밤, 롯데 자이언츠 선수단은 성명서를 내고 이문한이 선수들을 이간질한다고 성토했다. 선수단은 이문한이 선수를 따로따로 불러 이간질을 시키고, 박준서와 최준석에게 "지금 너희들이 단체행동으로 나를 사표 쓰도록 만들면 노동법 위반이다. 그러면 너희들도 무사하지 못할 것"이라 협박하며 스포츠동아 기사가 거짓이라는 문자메시지를 보내게 했다는 것이다. 또한 시즌 도중 코치도 모르는 1군 엔트리 변경 사태까지 일어났다며 구단의 실태를 폭로하였다. 이에 더해 프런트에서 선수들이 권두조에게 사죄했다는 언론플레이를 하자 격분한 선수들은 결국 선수단 전원의 이름으로 작성된 성명서를 언론사에 뿌렸다.
10월 28일, 공필성과 이문한은 둘 다 집단 항명 사태에 대해 법적인 대응을 하겠다고 언급했다.
같은 날 공필성은 스포츠조선과의 인터뷰에서 자신을 '샌드백'이라 표현하며 "난 내 실력과 상관없이 선수들에게 열심히 가르치려고 한 것 밖에 없다. 그런데 최근 나를 살인하려고 한다"고 말했다.
10월 29일, 前 롯데 선수 스캇 리치몬드는 2013년 시즌 직전 롯데 자이언츠가 부상 이후 자신을 '무시(ignored)'했으며, 받아야 할 급료도 주지 않았다고 MyKBO.net에 글을 올렸다. 특히 이문한의 이름을 거론하며 그와 롯데가  계약을 지키지 않았다고 폭로했다.
이에 대해 롯데 자이언츠는 현재 소송중인 사항이라고 해명했다.

## 프런트 인사 교체
10월 29일 배재후는 선수단 대표와 회담하였다.
롯데 자이언츠 구단은 10월 29일 공식 사과문을 올렸다. 하지만 해결 방안도 제시하지 않고, 선수들과 아무런 상의 없이 일방적으로 사과문을 내어 소통이 부족했다는 비판을 받았다.
10월 31일에는 공필성 코치 대신 이종운을 새로운 감독으로 임명했다.
배재후는 MK스포츠 인터뷰에서 "새로운 각도에서 팀을 이끌 참신한 인물"이라 선임했다며, 그가 프런트 라인이라는 비판은 부인하였다.
이종운 역시 "감독은 선수 없이 할 수 없다. 당연히 나는 선수 입장에 서야 한다"며 '구단 편'이 아님을 밝혔다.
박동희는 11월 2일 칼럼에서 "새 감독 선임으로 선수들을 상대로 행한 ‘조직적 불법 사찰’이 숨겨질 것이라고 생각하면 오산이다. 이제 몸통의 실체가 밝혀질 때가 됐다. 몸통이 누군지는 당사자들이 더 잘 알 것이다"라고 비판하였다.
11월 2일 공필성은 이종운에게 코치직에서 물러나겠다는 뜻을 밝혔다.

### CCTV 감찰 논란
2014년 5월, 선수들은 구단이 자신들을 호텔 CCTV로 감시하고 있었다는 것을 알고 수석코치 권두조를 상대로 집단 항명하였다. 이 CCTV 사건은 집단 항명의 전조였다. 그런데 이문한은 10월 30일, 자신에게 선수들을 CCTV로 감시하라고 명령한 사람은 최하진 사장이라고 폭로하였다.

## 대응

### 팬들의 시위
롯데 자이언츠 팬들은 다음 아고라에 배재후, 이문한, 권두조, 공필성의 사퇴를 요구하는 서명운동을 벌여 5000명 이상 인원의 서명을 이끌어냈다. 이 운동에는 LG 트윈스, NC 다이노스, 한화 이글스, 넥센 히어로즈 등 다른 팀 팬들도 참가했다.
또한 10월 28일부터 사직구장에서 구단 프런트 인사의 퇴진을 요구하는 릴레이 시위를 시작했다.

이 1인시위는 10월 29일 서면 롯데백화점으로 확산되었다.
10월 31일에는 사직구장에서 삭발식이 이어졌다.
또한 웹상에서는 이종운 감독에 대해서도 '프런트 바지 사장'이라며 반대하였다.

### 선수협회
한국프로야구선수협회는 롯데 자이언츠의 협박 건에 대해 파악하고, 협박 사실이 드러나면 대응하겠다고 말했다.